# Dirka po Franciji 1931
Dirka po Franciji 1931 je bila 25. dirka po Franciji, ki je potekala od 30. junija do 26. julija 1931. Imela je 24 etap s skupno dolžino trase 5.095 km, povprečna hitrost zmagovalca pa je bila 28,735 km/h.
Kolesarji so bili porazdeljeni na nacionalne ekipe in amaterje, tim. "touriste-routiers", ki so sodelovali z regionalnimi ekipami; slednji so v nekaterih etapah (2, 3, 4, 6, 7 in 12) štartali 10 minut za profesionalnimi kolesarji. Število prostih dni se je zmanjšalo na tri. Ponovno je bil vpeljan časovni bonus za etapnega zmagovalca, uporabljen že na Touru leta 1924.
V 2. etapi je avstrijski amater Max Bulla prehitel profesionalne kolesarje in zmagal to etapo, pri čemer je prevzel tudi vodstvo v skupni razvrstitvi, kar se je zgodilo prvikrat in tudi edinkrat v zgodovini Tourov. Skupni zmagovalec dirke je postal Francoz Antonin Magne. Šprinterjema Charlesu Pélissieru in Rafaelu di Pacu je uspelo zmagati v petih etapah. 

## Pregled
| Kategorije                          | Podatki       |
| ----------------------------------- | ------------- |
| Začetek-konec                       | Pariz - Pariz |
| Dolžina (km)                        | 5.095         |
| Število etap                        | 24            |
| Povprečna hitrost zmagovalca (km/h) | 28,735        |
| Kolesarjev                          | 81            |
| Tekmo končalo                       | 35            |

| Etapa | Datum     | Teren           | Start in cilj                  | Dolžina | Etapni zmagovalec  | Rumena majica                     |
| ----- | --------- | --------------- | ------------------------------ | ------- | ------------------ | --------------------------------- |
| 1     | 30. junij | ravninska etapa | Pariz - Caen                   | 208 km  | Alfred Haemerlinck | Alfred Haemerlinck                |
| 2     | 1. julij  | ravninska etapa | Caen - Dinan                   | 212 km  | Max Bulla          | Max Bulla                         |
| 3     | 2. julij  | ravninska etapa | Dinan - Brest                  | 206 km  | Fabio Battesini    | Léon Le Calvez                    |
| 4     | 3. julij  | ravninska etapa | Brest - Vannes                 | 211 km  | André Godinat      | Rafaele di Paco                   |
| 5     | 4. julij  | ravninska etapa | Vannes - Les Sables-d'Olonne   | 202 km  | Charles Pélissier  | Rafaele di Paco Charles Pélissier |
| 6     | 5. julij  | ravninska etapa | Les Sables-d'Olonne - Bordeaux | 338 km  | Alfred Haemerlinck | Rafaele di Paco                   |
| 7     | 6. julij  | ravninska etapa | Bordeaux - Bayonne             | 180 km  | Gérard Loncke      | Rafaele di Paco                   |
| 8     | 7. julij  | ravninska etapa | Bayonne - Pau                  | 106 km  | Charles Pélissier  | Charles Pélissier                 |
| 9     | 8. julij  | gorska etapa    | Pau - Luchon                   | 231 km  | Antonin Magne      | Antonin Magne                     |
| 10    | 10. julij | gorska etapa    | Luchon - Perpignan             | 322 km  | Rafaele di Paco    | Antonin Magne                     |
| 11    | 12. julij | ravninska etapa | Perpignan - Montpellier        | 164 km  | Rafaele di Paco    | Antonin Magne                     |
| 12    | 13. julij | ravninska etapa | Montpellier - Marseille        | 207 km  | Max Bulla          | Antonin Magne                     |
| 13    | 14. julij | ravninska etapa | Marseille - Cannes             | 181 km  | Charles Pélissier  | Antonin Magne                     |
| 14    | 15. julij | gorska etapa    | Cannes - Nica                  | 132 km  | Eugenio Gestri     | Antonin Magne                     |
| 15    | 17. julij | gorska etapa    | Nica - Gap                     | 233 km  | Jef Demuysere      | Antonin Magne                     |
| 16    | 18. julij | gorska etapa    | Gap - Grenoble                 | 102 km  | Charles Pélissier  | Antonin Magne                     |
| 17    | 19. julij | gorska etapa    | Grenoble - Aix-les-Bains       | 230 km  | Max Bulla          | Antonin Magne                     |
| 18    | 20. julij | gorska etapa    | Aix-les-Bains - Evian          | 204 km  | Jef Demuysere      | Antonin Magne                     |
| 19    | 21. julij | gorska etapa    | Evian - Belfort                | 282 km  | Rafaele di Paco    | Antonin Magne                     |
| 20    | 22. julij | gorska etapa    | Belfort - Colmar               | 209 km  | André Leducq       | Antonin Magne                     |
| 21    | 23. julij | ravninska etapa | Colmar - Metz                  | 192 km  | Rafaele di Paco    | Antonin Magne                     |
| 22    | 24. julij | ravninska etapa | Metz - Charleville             | 159 km  | Rafaele di Paco    | Antonin Magne                     |
| 23    | 25. julij | ravninska etapa | Charleville - Malo-les-Bains   | 271 km  | Gaston Rebry       | Antonin Magne                     |
| 24    | 26. julij | ravninska etapa | Malo-les-Bains - Pariz         | 313 km  | Charles Pélissier  | Antonin Magne                     |

opomba: po 5. etapi sta Pélissier in di Paco imela oba isti čas v slkupni razvrstitvi. V takem primeru ni bilo pravila, tako sta oba prejela rumeno majico.